# نووگاگاتلی
نووگاگاتلی (به لاتین: Novogagatli) یک منطقهٔ مسکونی در روسیه است که در خاساویورت واقع شده‌است.